# Битва при Заллаке
Би́тва при Залла́ке (араб. معركة الزلاقة‎) — сражение 23 октября 1086 года (12 Раджаба 479 г. х.), в котором войска Альморавидов и его союзников эмиров Андалусии разгромили армию короля Леона и Кастилии Альфонсо VI. Эта битва упоминается в европейской историографии как битва при Саграхасе, а в арабской как битва при Заллаке (от араб. заляк — грязь, слякоть), потому что земля в той равнине была раскисшей от осенней погоды.

## Предыстория
Взятие Толедо армией короля Альфонсо VI заставило встревожиться мусульманских эмиров Андалусии, и они решили обратиться за помощью к Юсуфу ибн Ташфину, правителю государства Альморавидов. Предложение было встречено мусульманскими правителями неоднозначно, поскольку многие опасались, что берберы принесут в Андалусию строгие исламские порядки или захватят их земли. Правитель тайфы Севилья Аль-Мутамид ибн Аббад на это ответил: «Лучше быть погонщиком верблюдов в Африке, чем пасти свиней в Кастилии».
Юсуф ибн Ташфин пообещал помочь мусульманским правителям в Андалусии после завершения своей войны за Сеуту, которой владел Яхья ибн Сугут. После взятия Сеуты, Юсуф ибн Ташфин принял послов в Марракеше и пообещал помочь, но с условием, что эмиры Андалусии сами соберут свои войска и будут его союзниками. Юсуф ибн Ташфин потребовал передачи ему Альхесираса. Когда первые отряды берберского войска высадились на берег, Аль-Мутамид приказал своему сыну передать город Альморавидам.

## Подготовка и силы сторон

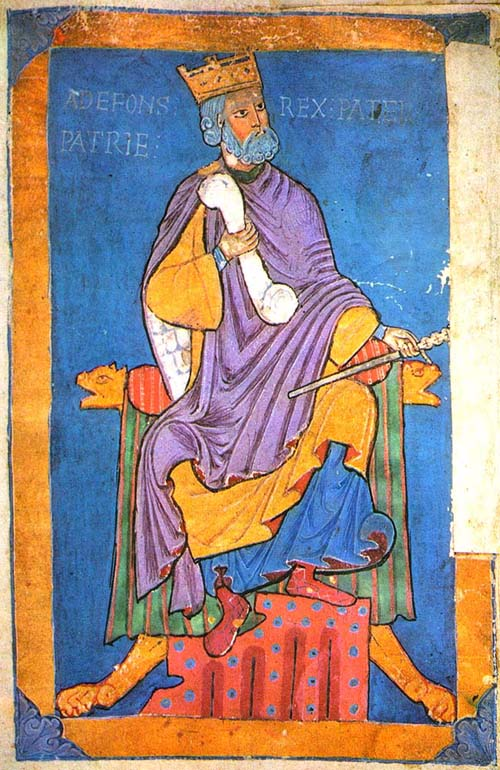
Король Альфонсо VI

Летом 1086 года войско Альморавидов, возглавляемое Юсуфом ибн Ташфином, по приглашению эмиров Севильи, Бадахоса и Гранады переправилось из Марокко в Андалусию. Около Севильи армию Юсуфа ибн Ташфина встретила делегация знатных горожан во главе с Аль-Мутамидом и преподнесли ему дары. После вступления Юсуфа в город Аль-Мутамид вёл активную переписку со своими союзниками, призывая их присоединиться к объединённой армии.
После прибытия войск из Кордовы, армия Юсуфа и его союзников выступила в сторону Бадахоса, где через несколько дней к армии присоединились войска, которыми командовали Омар аль-Мутаваккиль (эмир Бадахоса), братья Абдаллах аль-Музаффар (эмир Гранады) и Тамим ибн Булуггин (эмир Малаги), а также Ахмад Муиз аль-Давла (сын правителя Альмерии). Общая численность мусульманской армии составляла по разным данным от 20 до 48 тысяч солдат.
В это время король Альфонсо VI был занят осадой Сарагосы. Когда до него дошло известие о приближении вражеской армии, он поспешил в Толедо, откуда рассылал гонцов в земли королевства, собирая свои войска. После сбора армии, он выступил навстречу мусульманской армии к Бадахосу. Численность армии Альфонсо VI неизвестна, хотя арабские историки называли цифры более 50 тысяч человек.
Перед битвой Юсуф отправил королю Альфонсо VI предложение о мире, в котором Юсуф ибн Ташфин предлагал принять ислам или платить джизью, но Альфонсо отверг предложение ибн Ташфина. Сообщается, что Альфонсо назначил день битвы на понедельник, чтобы не сражаться в священные для людей трёх религий дни, но Аль-Мутамид узнал от разведчиков, что в своём лагере христиане готовятся к неожиданной атаке лагеря мусульман в пятницу.

## Ход сражения
На рассвете 23 октября кастильцы и арагонцы под командованием Альваро Фаньеса атаковали отряды андалусских эмиров, которые в ходе сражения стали нести тяжелые потери и начали отступать. Воины центра под командованием аль-Мутамида успешно сражались, сдерживая атаки христианских воинов.
Вскоре в бой вступили основные силы армии Альморавидов под командованием Сира ибн Абу Бакра аль-Лемтуни. Атака берберской армии нарушила боевые порядки рыцарей, которые были смяты неожиданной атакой и мусульмане усилили натиск на христианскую армию. Затем в бой вступили темнокожие воины, которые были вооружены длинными копьями и тальварами. Во время битвы король Альфонсо был ранен в колено, из-за чего король остался хромым на всю жизнь. Битва продолжалась до темноты и завершилась сокрушительным поражением христианской армии, уцелевшие воины бежали в полном беспорядке. Лагерь христианской армии был разграблен победителями, которые захватили богатую добычу.

## Потери и последствия битвы
Было потеряно более половины кастильской армии. Один источник утверждает, что в Кастилию вернулось всего 500 кавалеристов, хотя другие источники не поддерживают эту цифру. Среди погибших были графы Родриго Муньос и Вела Овекис. Король Альфонсо VI получил травму ноги, из-за которой он всю оставшуюся жизнь хромал. Потери со стороны Альморавидов и их союзников также были тяжёлыми.
Вести о победе мусульманской армии над христианами быстро распространилась по Андалусии и Магрибу. В мечетях звучали благодарственные молитвы, в городах были организованы торжества, и поэты воспевали победу в своих стихотворениях. Битва была решающей победой Альморавидов, но потери означали конец активных боевых действий. Юсуфу пришлось преждевременно вернуться в Африку из-за смерти своего наследника Абу Бакра. Королевство Кастилия почти не потеряло территорий и смогло сохранить за собой захваченный годом ранее город Толедо, но в последующие годы Альморавиды захватили земли мусульманских эмиров в Андалусии и увеличили своё влияние на полуострове.